# Olaf I di Norvegia
Olaf I Tryggvason (in norreno: Óláfr Tryggvason; Lalandsholmen, 960/964 circa – pressi di Rügen, 9 settembre (?) 1000) fu re di Norvegia dal 995 al 1000.

## Biografia

### Infanzia
Óláfr nacque tra il 960 e il 964 da Tryggvi Óláfsson, re del Vík e nipote di Harald I Bellachioma e da Ástriðr, figlia del nobile Eiríkr detto Bjóðaskalli ("il Calvo di Bjóðar")..
Nel 961 morì re Hákon il Buono dopo essere stato ferito mortalmente da una freccia durante la battaglia di Fitjar. Non avendo figli maschi, il regno passò per sua volontà nelle mani dei figli di Eiríkr Blódøx, il maggiore dei quali, Haraldr Eiríksson detto "Mantogrigio", divenne di fatto il re di Norvegia sebbene dividesse il potere con i fratelli e malgrado il regno fosse nominalmente sottoposto a re Harald I di Danimarca detto "Dente Azzurro". Il reale potere dei figli di Eiríkr era però limitato alle regioni centrali della Norvegia, pertanto su sollecitazione della madre Gunnhildr, Harald aprì un negoziato con Guðrøðr Björnsson, re del Vestfold, con Tryggvi Óláfsson, re del Vík e con Sigurðr Hakónsson, jarl di Lade, al termine del quale si giunse ad un accordo per cui i tre avrebbero mantenuto il governo sui loro territori in cambio del riconoscimento di Harald e dei fratelli quali legittimi re di Norvegia e della cessione di metà delle tasse e delle rendite dei rispettivi regni.
Già pochi mesi dopo, tuttavia, Haraldr ed Erlingr Eiríksson assassinarono Sigurðr Hakónsson che fu sostituito dal figlio Hákon Sigurðarson, riaprendo le ostilità nei confronti del Trøndelag.
Nell'autunno del 962 Hákon Sigurðarson, Tryggvi Óláfsson, Guðrøðr Björnsson e Guðbrandr di Guðbrandsdalen si riunirono nell'Hedmark e stabilirono un'alleanza, probabilmente a carattere difensivo, per assistersi vicendeolmente in caso di attacco da parte dei figli di Eiríkr. Quando Harald e Guðrøðr Eiríksson lo vennero a sapere diffusero la notizia che la stagione successiva sarebbero partiti per effettuare scorrerie nel Mar Baltico orientale, come peraltro erano soliti fare. Guðrøðr si fermò al largo del Vík e invitò Tryggvi a partecipare alle razzie. Questi accettò ma giunto con una sola nave al largo di Sotenäs fu ucciso a tradimento insieme ad altri dodici durante un'assemblea. Fu sepolto nel tumulo di Tryggvarør, sull'isola di Tryggö. Harald sbarcò di notte a Tønsberg e assaltò la residenza in cui si trovava Guðrøðr Björnsson; ne seguì una breve mischia in cui alla fine Guðrøðr cadde insieme a molti altri. Guðrøðr e Harald poi riunirono le loro forze e riuscirono facilmente a conquistare tutto il Vík. Ástriðr, moglie di Tryggvi, riuscì a fuggire assistita dal padre adottivo Þórólfr detto Lúsarskegg ("Barba Pidocchiosa") e da alcuni servitori portando con sé gli oggetti più preziosi. Secondo la tradizione partorì un figlio maschio mentre si trovava sull'isola di Lalandsholmen nel lago Frøylandsvatnet. Il piccolo venne chiamato Óláfr, in onore del nonno Óláfr Geirstaðaálfr Haraldsson. Stando all'Ágrip invece Óláfr aveva già tre anni quando il padre morì infatti i figli postumi tendevano ad essere battezzati con il nome del padre. Dopo il parto Ástriðr trascorse segretamente l'inverno dal padre Eiríkr ad Oprostadir insieme al figlio, a Þórólfr e a suo figlio Þorgils e a due servitrici.

### Nel Principato di Novgorod e nel Wendland
Giunta la primavera Gunnhildr mandò i suoi uomini a cercare Óláfr in tutta la Norvegia e alla fine sospettò correttamente che si trovasse a casa del nonno. Eiríkr allora fece fuggire la figlia e il nipote esortandoli a cercare ospitalità da Hákon il Vecchio, un nobile norvegese suo amico, residente in Svezia. La madre e il piccolo fecero appena in tempo a fuggire e, travestiti da popolani trovarono ospitalità da un contadino che mandò fuori strada gli inseguitori. Alla fine giunsero alla casa di Hákon nella quale dimorarono per circa due anni. Gunnhildr però non si diede per vinta e dopo molti sforzi riuscì nuovamente a localizzarli. Mandò allora un'ambasceria a re Eiríkr Björnsson di Svezia, detto "il Vittorioso", affinché la aiutasse a stanare i due. Il re accettò ma malgrado le insistenze dei messi reali, Hákon si rifiutò di consegnare i suoi protetti. Sapendo che non si sarebbe potuta opporre ad un attacco risoluto da parte degli svedesi, Ástriðr pensò di rifugiarsi dal fratello Sigurðr, importante funzionario alla corte di Vladimir I, Principe di Novgorod. Ottenne un passaggio su una nave di mercanti che però durante la traversata venne abbordata e depredata da pirati estoni guidati da un certo Klerkón. Þórólf, considerato inutile in quanto troppo vecchio, venne subito ucciso mentre i Óláfr e Þorgils vennero separati da Ástriðr. I due vennero infine venduti a Réás, nella cui casa restarono per sei anni finché Sigurðr, che si trovava in Estonia per riscuotere i tributi dovuti al Gran Principe, riconobbe Óláfr e lo riscattò insieme a Þorgils per poi condurli con sé sino a Novgorod. Snorri nell'Heimskringla afferma che un giorno, vagando per il mercato della città, riconobbe Klerkón ed impugnata un'accetta gliela piantò nel cranio. L'uccisione di un uomo a sangue freddo in quello stato era punita con la morte ma Sigurðr, grazie al suo status e alla sua capacità persuasiva, convinse il Principe a porre il bambino sotto la sua protezione. Óláfr visse nove anni a Novgorod e grazie al suo coraggio in battaglia e alla sua generosità divenne molto popolare, tanto da scatenare l'invidia di alcuni personaggi della corte di Vladimir che alla fine riuscirono a convincerlo a liberarsene.
Óláfr si imbarcò dirigendosi verso ovest ed effettuò una scorreria ai danni dell'isola di Bornholm, i cui abitanti si difesero coraggiosamente ma vennero sconfitti. Ripartito dall'isola, una tempesta lo costrinse a cercare riparo in un porto del Wendland, nome con cui i norreni identificavano l'area corrispondente alla Pomerania. In quel paese governava il duca Boleslao ma le sue figlie condividevano il potere con lui. La regione in cui Óláfr era sbarcato apparteneva a Geira che secondo la leggenda lo invitò alla sua corte per trascorrere l'inverno ed infine lo sposò. Per suo conto Óláfr sottomise i distretti che si erano rifiutati di pagarle tributo ed effettuò lucrose scorrerie nella Scania e nell'isola di Gotland. È quasi certamente leggendaria anche l'affermazione di Snorri secondo cui Óláfr avrebbe accompagnato l'imperatore Ottone II al seguito di Boleslao nella campagna contro i danesi poiché questo evento risale al 974 quando non poteva avere più di 10-15 anni. In ogni caso si racconta che Óláfr rimase per tre anni nel Wendland, finché non morì la moglie Geira. Decise allora di abbandonare quella terra e tornò a compiere incursioni, questa volta in Sassonia, in Frisia e nelle Fiandre.

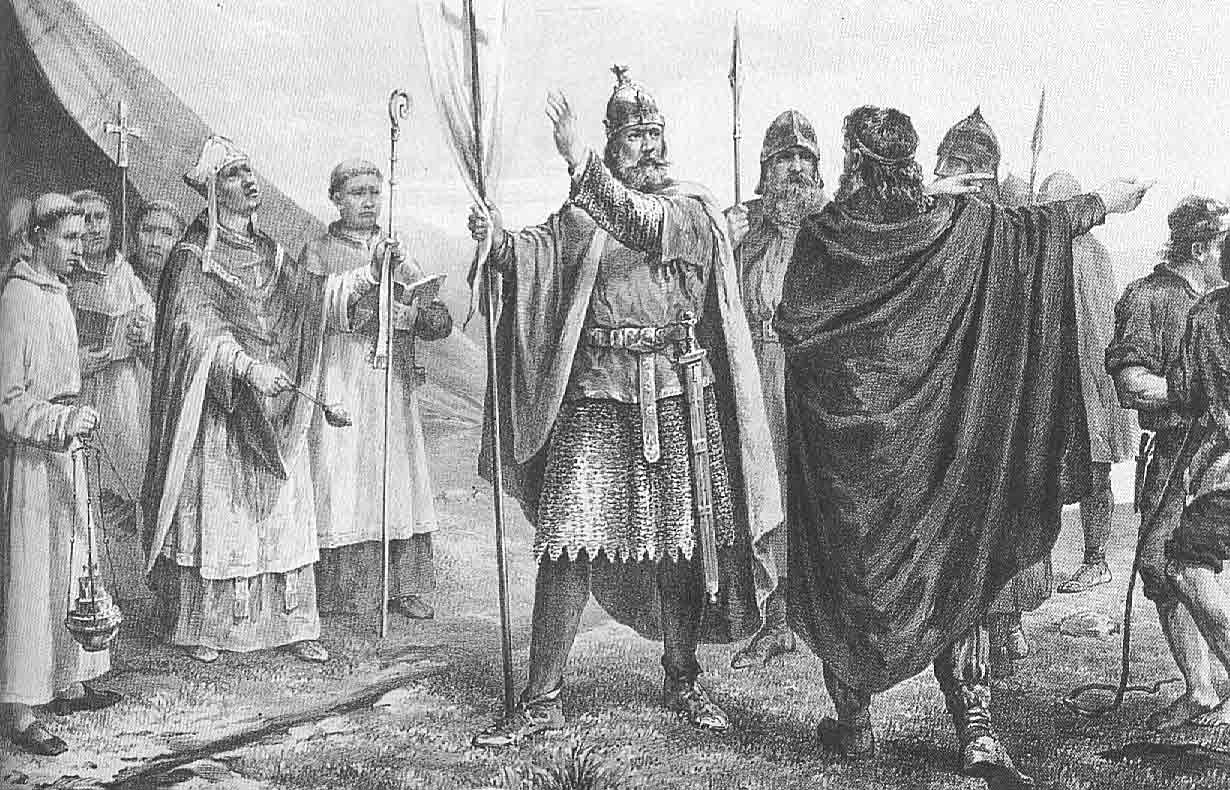
Peter Nicolai Arbo, Olav Tryggvason approda in Norvegia

### Nelle Isole Britanniche
Si narra che dopo aver lasciato il Wendland, Óláfr effettuò per quattro anni scorrerie sulla costa orientale dell'Inghilterra, in Scozia, nelle Ebridi, in Irlanda, nell'Isola di Man, in Galles e in Normandia finché non giunse alle Isole Scilly. Qui incontrò un profeta di fede cristiana che gli predisse correttamente che sarebbe stato ferito gravemente in battaglia sino a trovarsi in punto di morte ma che si sarebbe ristabilito dopo sette giorni e che un giorno sarebbe diventato re di Norvegia. La prima parte della profezia si avverò di lì a poco dal momento che fu vittima di un ammutinamento. La leggenda vuole che Óláfr, impressionato da quell'uomo, si convertì al Cristianesimo e fu battezzato insieme a tutti i suoi compagni.
Nell'autunno di quell'anno lasciò le Isole Scilly e sbarcò in Inghilterra. Qui Gyða, sorella di Amlaíb Cuarán, re di Dublino, convocò un'assemblea per scegliere il marito che reputasse più degno, dal momento che lo jarl che l'aveva sposata era morto. Esaminati i pretendenti scelse proprio Óláfr provocando l'ira di un certo Alvini, famoso per essere un grande duellante. I due si sfidarono e Óláfr riuscì a disarmare l'avversario vincendo il duello e guadagnandosi tutte le sue proprietà. In seguito sposò Gyða e visse con lei per qualche tempo tra l'Inghilterra e l'Irlanda. Un giorno durante una scorreria catturò una mandria di centinaia vacche ma un allevatore irlandese chiese di restituirgli il maltolto nominando un certo numero di pecore. Óláfr disse che gliele avrebbe restituite se il suo cane da pastore fosse stato in grado di riconoscerle. Ci riuscì e il norvegese, impressionato, volle acquistare quel cane, che chiamò Vígi, in cambio di un anello d'oro.
Durante la permanenze nelle Isole Britanniche prese probabilmente parte alle invasioni vichinghe dell'Inghilterra nel 991 e, insieme al re danese Sven Barbaforcuta, anche nel 994, compiendo scorrerie a Maldon, a Northumbria, in Scozia, nelle Isole Ebridi, a Man, in Irlanda, in Galles, e nel Cumberland, per poi finire in Valland (nel nord della Francia).
Nell'occasione di un attacco fallito su Londra sembra si debba collocare la sua conversione al Cristianesimo. Fu questo il momento in cui Olaf decise di ritornare in patria, infatti il re inglese lo aveva convocato facendogli promettere di non attaccare più l'Inghilterra in cambio di oro e schiavi.
Alla fine Hákon Sigurðarson, re di Norvegia, venne a sapere di un uomo di Dublino che si faceva passare per un russo di nome Áli, la cui descrizione però ben si adattava a quella del figlio di Tryggvi. Mandò pertanto in quella città Þórir detto Klakka, che era stato suo compagno in molte scorrerie. Questi trovò Óláfr, che chiedendo informazioni sul suo paese d'origine e su Hákon scoprì di fatto la sua identità. In ogni caso Þórir decise di restare con lui sostenendolo nel suo progetto di ottenere il trono di Norvegia. Óláfr salpò dall'Irlanda con cinque navi e dopo aver sostato alle Ebridi si portò nelle Orcadi dove costrinse lo jarl Sigurð Hløðvisson e la popolazione a convertirsi al Cristianesimo, a giurargli fedeltà e a cedergli come ostaggio suo figlio Hvelpr (o Hundi).

### Ascesa al trono
Nel 995 Óláfr sbarcò in Norvegia presso l'isola di Moster, nell'Hordaland, in un punto in cui in seguito fu costruita una delle prime chiese del paese. Continuò poi a navigare verso nord senza annunciare il suo arrivo per cogliere di sorpresa Hákon, che in quei giorni si trovava presso Agdenes. Entrato nel Trondheimsfjord venne intercettato da tre navi guidate da Erlengr, figlio di Hákon, che però rilevata la superiorità numerica dell'avversario si ritirarono verso la costa. Le tre navi di Erlengr raggiunsero una zona dal fondale basso e l'equipaggio si gettò subito in mare per portarsi a riva ma proprio mentre Erlengr stava per raggiungere la spiaggia fu ucciso da Óláfr che lo colpì con la barra del timone. Si accese una breve mischia sulla riva che terminò con la fuga degli uomini di Hákon. Una volta approdato Óláfr apprese che il popolo del Trøndelag si era ribellato ed aveva messo in fuga Hákon e i suoi uomini. Sapendo di avere il supporto degli abitanti di quella terra, Óláfr annunciò che chiunque avesse ucciso Hákon sarebbe stato ricompensato, così un gran numero di uomini iniziò a rastrellare le valli attorno a Trondheim senza però riuscire a catturarlo. Si dice che Hákon si trovasse proprio lì in quel momento, sebbene sotto travestimento, ed avesse udito il discorso in compagnia di un suo schiavo di nome Klakkr. Quella notte Hákon ebbe un violento attacco di panico, problema di cui soffriva da tempo, e il suo schiavo, non riuscendo a reggere la tensione dovuta alla taglia pendente sulla sua testa e alle condizioni del suo padrone, prese un coltellaccio e lo sgozzò per poi decapitarlo. Portò poi la testa ad Óláfr che però ordinò che fosse arrestato e decapitato a sua volta. Le teste furono esposte al pubblico presso il patibolo dell'isola di Munkholmen mentre il corpo di Hákon fu bruciato. Da allora e per molto tempo il suo soprannome passò da inn ríki ("il Potente") a inn illi ("il Malvagio").
Dopo la morte di Hákon, Óláfr fu acclamato re prima da un'assemblea generale tenutasi a Trondheim poi dal popolo del Trøndelag. Tra l'inverno del 995 e l'estate del 996 il re percorse in lungo e in largo la Norvegia e fu riconosciuto da tutti quale nuovo sovrano, anche dal Vík e dall'Oppland che prima della sua venuta erano soggetti a re Sweyn I di Danimarca. Sveinn ed Eiríkr, figli di Hákon, ripararono in Svezia da re Olof III.

### Cristianizzazione della Norvegia
Óláfr Tryggvason è noto per aver avviato la cristianizzazione della Norvegia. Snorri racconta che il re passò l'estate del 996 nel Vík e qui riunì un'assemblea a cui parteciparono gli zii materni Sigurðr, Karlshøfud, Jósteinn e Þorkell Dyrðill, il patrigno Loðinn insieme ai cognati Þorgeirr e Hyningr. Annunciò di voler cristianizzare la Norvegia e chiese il loro supporto in cambio di titoli e proprietà. Essi accettarono e allora la proposta fu annunciata a tutto il popolo del Vík e una parte di esso abbracciò al nuova religione. Questa regione era stata infatti precedentemente cristianizzata dai danesi sotto Harald Dente Azzurro ma non appena il re era morto, quasi tutti erano tornati al paganesimo. Coloro che si opposero però furono duramente perseguitati e costretti a convertirsi forzatamente. L'anno successivo riuscì a cristianizzare l'Agder. Quando fu convocata l'assemblea nel Rogaland inizialmente il popolo si oppose alla proposta ma secondo la leggenda per miracolo nessuno dei contadini deputati a parlare riuscì ad esprimersi e alla fine tutti deciserò di battezzarsi. Fu il turno dell'Hordaland, retto dai figli di Kári, una regione molto legata alle pratiche del paganesimo norreno in cui il popolo ovviamente si oppose alla cristianizzazione. Fu convocato pertanto il Gulaþing dove Ølmóðr inn Gamli (il Vecchio), uno dei figli di Kári, disse chiaramente al re che la sua terra si sarebbe opposta con le armi alla conversione forzata a meno che non fosse stato disposto a unire in matrimonio la sorella Ástriðr con il nipote Erlingr Skjálgsson, uno dei rampolli più promettenti dell'Hordaland. Ástriðr inizialmente declinò l'offerta ma poi fu persuasa da Óláfr. Erlingr divenne jarl di Rogaland e Hordaland, il più potente della Norvegia. L'assemblea successiva si tenne presso Penisola di Stad e vi fu convocata la gente del Sogn og Fjordane e del Møre og Romsdal che pur avversando la nuova religione decise di convertirsi in ragione delle forze insufficienti per poter fronteggiare l'esercito del nuovo re. Óláfr passò poi a distruggere il tempio di Hlaðir presso l'odierna Trondheim. Il gesto scatenò l'ira della gente del Trøndelag e dell'Hålogaland che formò un esercito sufficientemente forte da far desistere temporaneamente il re dal tentativo di cristianizzare quei territori. Nell'inverno tra il 997 e il 998 Óláfr convertì il Ringerike, dov'era re Sigurðr detto Sýr ("il Seminatore") e fece da padrino per il suo figliastro di nome Óláfr, futuro re di Norvegia, frutto del matrimonio della moglie Ásta Guðbrandsdóttir con il precedente marito Harald Grenske.
Ad Óláfr viene attribuita la conversione di tutto il suo regno, anche se il processo di diffusione del cristianesimo si protrasse per tutto l'XI secolo. Si dice che Olaf abbia costruito la prima chiesa della Norvegia nel 995 e che abbia fondato, nel 997, la città di Kaupangen, l'attuale Trondheim. Sebbene probabilmente non fosse coinvolto dagli aspetti dottrinali e spirituali della nuova religione Olaf ne comprendeva invece i vantaggi, che aveva potuto verificare anche grazie alle sue scorrerie: infatti l'Europa quasi completamente cristianizzata forniva solide e potenti amicizie e ricchezze e tendeva invece a relegare ai margini della società i barbari pagani.
La sua politica di conversione gli creò tuttavia molti nemici. Per primi c'erano i pagani che aveva cercato di cristianizzare con la forza e poi i suoi vecchi alleati. Sven Barbaforcuta, approfittando della situazione, si unì ai rivoltosi per sconfiggere Olaf e così impadronirsi della Norvegia e delle province che il re gli aveva sottratto; il re svedese Olaf Skottkonung era inoltre ansioso di estendere i suoi domini in occidente; Eirik, il figlio del suo predecessore al trono Haakon Sigurdsson, bramava infine vendetta per il padre assassinato.

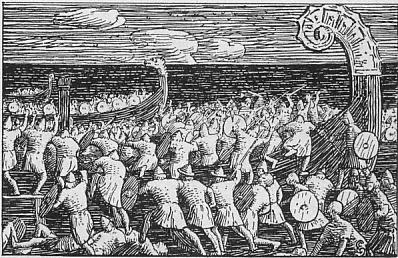
Halfdan Egedius, Gli uomini di Eirik assaltano la “Lungo Serpente“

### Battaglia di Svolder e morte
Olaf Tryggvason morì in un'imboscata al largo dell'isola di Svolder nel mar Baltico dove la sua flotta si trovò in inferiorità numerica e quando la sua ammiraglia, la Lungo Serpente, fu assalita, si gettò in mare.
Sui presupposti e le motivazioni che portarono alla battaglia di Svolder esistono tre differenti versioni. La prima si basa sulla Saga di Olaf Tryggvason, secondo la quale il re (a conoscenza della coalizione in atto contro di lui) partì da Nidaros con una flotta di oltre 60 imbarcazioni in cerca di alleati come Boleslav il polacco, re della regione del Wendland, il precedente marito della sua attuale moglie Thyri. Durante il ritorno in patria venne assalito dalla coalizione e vistosi sconfitto si gettò in mare. La seconda versione riferita da Adamo di Brema, storico vissuto 75 anni più tardi, riporta che Olaf infuriato per gli scopi della coalizione salpò con una flotta per punire i Danesi ma venne sorpreso e sconfitto. Secondo la terza ipotesi Olaf salpò con solo 11 navi per allearsi con Boreslav e arrivato a destinazione l'alleato gli avesse prestato 60 imbarcazioni comandate dal capitano Sigvaldi che all'inizio della battaglia lo tradì e lo abbandonò al suo destino.

### Fonti primarie
- Snorri Sturluson, Heimskringla, traduzione di Alison Finlay e Anthony Faulkes, vol. 1, Londra, Short Run Press Limited, 2016, ISBN 978-0-903521-94-9.

### Fonti secondarie
- Gwyn Jones, I Vichinghi, Roma, G.T.E. Newton, 1977.
- J.R.R. Tolkien, "Il ritorno di Beorhnoth figlio di Beorhthelm", Bompiani, 2009.
- Carla Del Zotto, Olafr Tryggvason. Il re vichingo, Apostolo della Norvegia, Graphe.it, 2021, ISBN 978-88-93-72126-4.